# Pukgöl (Rumskulla socken, Småland)
Pukgöl är en sjö i Vimmerby kommun i Småland och ingår i Motala ströms huvudavrinningsområde.